# گزارش یک آدم‌ربایی
گزارش یک آدم‌ربایی، (نام اصلی به اسپانیایی: Noticia de un secuestro)، نام یک کتاب غیرداستانی نوشتهٔ گابریل گارسیا مارکز است.
این کتاب، ماجرای ربودن، زندانی‌کردن و در نهایت رهاکردن تعدادی از چهره‌های سرشناس کلمبیا در اوایل دههٔ ۱۹۹۰ توسط کارتل مدلین را روایت می‌کند. کارتل مدلین، یکی از کارتل‌های مواد مخدر بود که به‌وسیلهٔ پابلو اسکوبار ایجاد شده و مدیریت می‌شد.
این کتاب، نخستین بار در سال ۱۹۹۶ به زبان اسپانیایی منتشر شد و یک سال بعد، نسخهٔ انگلیسی آن به چاپ رسید.

## ترجمه به فارسی
از این کتاب، سه ترجمه به زبان فارسی به چاپ رسیده‌است: با ترجمهٔ جاهد جهانشاهی توسط نشر آگاه و با ترجمهٔ کیومرث پارسای توسط نشر علم. این ترجمه‌ها در سال ۱۳۹۰، جزو پرفروش‌ترین کتاب‌های ایران بودند.ترجمه سوم (فرزام حبیب اصفهانی)انتشارات(آریابان)

## اشارهٔ میرحسین موسوی به این کتاب
میرحسین موسوی، که از اوایل اسفند ۱۳۸۹ در حبس خانگی به سر می‌بَرَد، در دیداری که با فرزندانش داشت، به آنان گفت که اگر می‌خواهید از حال و روز کنونی من با خبر شوید کتاب «گزارش یک آدم‌ربایی» اثر گابریل گارسیا مارکز را بخوانید. معرفی این کتاب و اشاره به جملهٔ میرحسین موسوی در شبکه‌های اجتماعی و سپس سایت‌های غیررسمی کافی بود تا موجی باورنکردنی به راه بیفتد: هر دو ترجمهٔ موجود در بازار از این کتاب چند روزه نایاب شد، نسخه‌های الکترونیکی آن در هزاران نسخه دانلود شد و بریده‌های کتاب در ایمیل‌ها و پیام‌های جمعی دست به دست شد. همه به دنبال آن بودند که ببینند میرحسین موسوی چه حال و روزگاری دارد.